# Шарнірне кріплення
Кріплення шарнірне (рос. крепь шарнирная, англ. articulated bar,  articulated arch; нім. Gelenkausbau m) — гірниче кріплення виробок, елементи якого можуть переміщуватися один відносно одного навколо шарніра без порушення роботоздатності та тримкості кріплення. Застосовується при нерівномірному навантаженні кріплення, та дозволяє за рахунок зміни положення елементів в шарнірах перерозподілити частину навантаження на контур порід. К.ш. Ф.Моля (1924 р.) відкрило нові можливості для застосування сталевого рамного кріплення, жорсткі конструкції якого різко обмежували його область використання.